# NN-332
La carretera NN‑332 es una vía departamental secundaria ubicada en el municipio de San José de Cusmapa, en el Departamento de Madriz. Conecta la zona educativa y central del poblado con la comunidad de Buenos Aires, facilitando el acceso entre varias comunidades rurales y zonas agrícolas de altura. Tiene una longitud de 20.15 km y fue construida e inaugurada en 2025.

## Trazado y cruces
La siguiente tabla muestra su recorrido, localidades y principales conexiones:
| km    | Localidad                          | Departamento | Conexión / Ruta |
| ----- | ---------------------------------- | ------------ | --------------- |
| 0.0   | Escuela de San José de Cusmapa     | Madriz       |                 |
| 9.7   | Comunidad intermedia rural         | Madriz       |                 |
| 20.15 | Buenos Aires (San José de Cusmapa) | Madriz       |                 |